# Luk

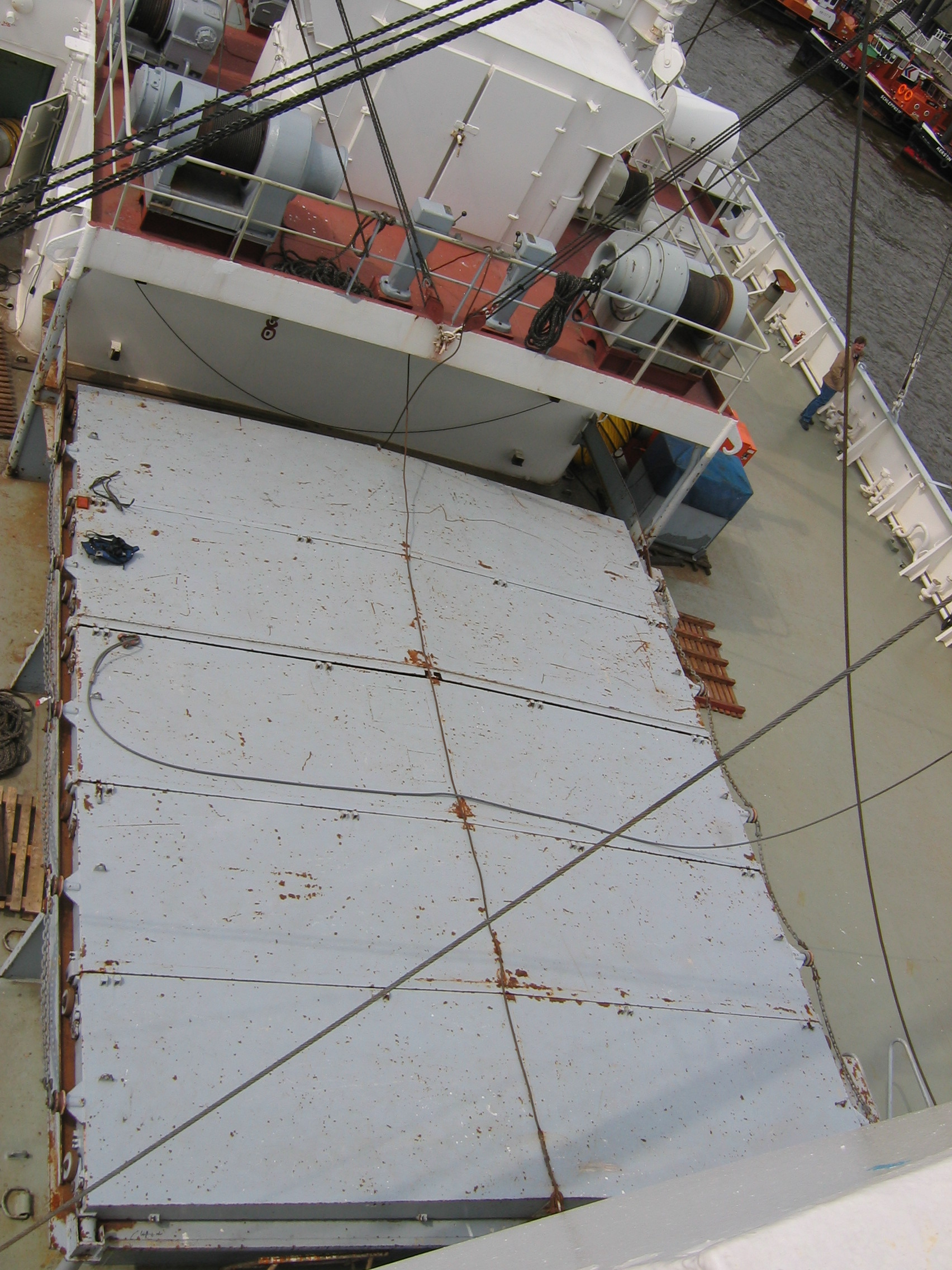
Pokrywa luku ładowni

Luk (ang. hatch) – szczelnie zamykany otwór w pokładzie statku wodnego, nazywany także włazem. Przeznaczony jest głównie do transportu ładunku, może służyć również jako dodatkowy otwór komunikacyjny (zapasowy, awaryjny) oraz może być wykorzystywany jako otwór wentylacyjny. Luki zamykane są klapami lub pokrywami, a jeśli te są zaopatrzone w okna, to luki spełniają także funkcję doświetlającą wnętrze jednostki.
Na jachtach i małych jednostkach pływających luki mogą znajdować się nie tylko na powierzchni samego pokładu, ale także na dachu pokładówki lub niskiej nadbudówki. Również na takich małych jednostkach, jeśli luki znajdują się wyraźnie w przedniej lub tylnej części pokładu, to mają swoje dodatkowe nazwy: forluk (właz dziobowy), oraz achterluk (właz rufowy).
Na statkach towarowych nazwy luków pochodzą od numerów znajdujących się pod nimi ładowni.